# Laas (Gers)
Laas – miejscowość i gmina we Francji, w regionie Oksytania, w departamencie Gers.
Według danych na rok 1990 gminę zamieszkiwały 212 osoby, a gęstość zaludnienia wynosiła 19 osób/km² (wśród 3020 gmin regionu Midi-Pyrénées Laas plasuje się na 851. miejscu pod względem liczby ludności, natomiast pod względem powierzchni na miejscu 1005.).